# Chapelle Notre-Dame-de-Consolation (Hyères)
Pour les articles homonymes, voir Église Notre-Dame-de-Consolation.
La chapelle Notre-Dame-de-Consolation se situe sur la colline de Costebelle dans le var à Hyères. Elle est représentative de l’architecture religieuse de la deuxième moitié du XXe siècle.
Cet édifice n'est pas protégé au titre des monuments historiques mais bénéficie toutefois du label « Patrimoine du XXe siècle », octroyé en 2014 par la Commission régionale du patrimoine et des sites.

## Historique
La première mention d'une chapelle à cet endroit, alors dédiée à saint Michel, remonte au XIe siècle. En 1395, dans une bulle du pape Benoît XIII, apparaît le vocable de Notre-Dame-de-Consolation. Les 400 ex-votos,, actuellement conservés en la collégiale Saint-Paul et dont les plus anciens datent du XVIIe siècle, représentent un témoignage certain de la nature de cet ermitage comme étant un lieu de pèlerinage ancien, important et chargé d'histoires, à l'dentique de la basilique Notre-Dame-de-la-Garde à Marseille.
Ledit ermitage fut détruit lors du débarquement de Provence le 15 août 1944. La réhabilitation étant impossible, un lieu de culte moderne fut bâti et inauguré le 31 juillet 1955. La première pierre de la chapelle actuelle a été posée en 1952 par Raymond Vaillant, alors architecte de la ville d'Hyères.

## Architecture

### Extérieur
L'ensemble de l’édifice se compose de la chapelle à gauche et d'un logement à droite ; le clocher, inspiré du campanile provençal, relie ces deux parties.
La façade, légèrement en retrait, est habillée par des sculptures en ciment brut coloré de Jean Lambert Rucki. Ces sculptures sont solidaires des élévations puisqu'elles ont été coulées sur place. Elles représentent certaines des grandes étapes de la vie de Marie : l'Annonciation, la Visitation, la Nativité, la Fuite en Égypte et l’Assomption.
La statue de la grande Vierge, en fonte, est celle qui se trouvait sur le clocher de l’ancienne chapelle détruite.

#### Galerie de photos en extérieur

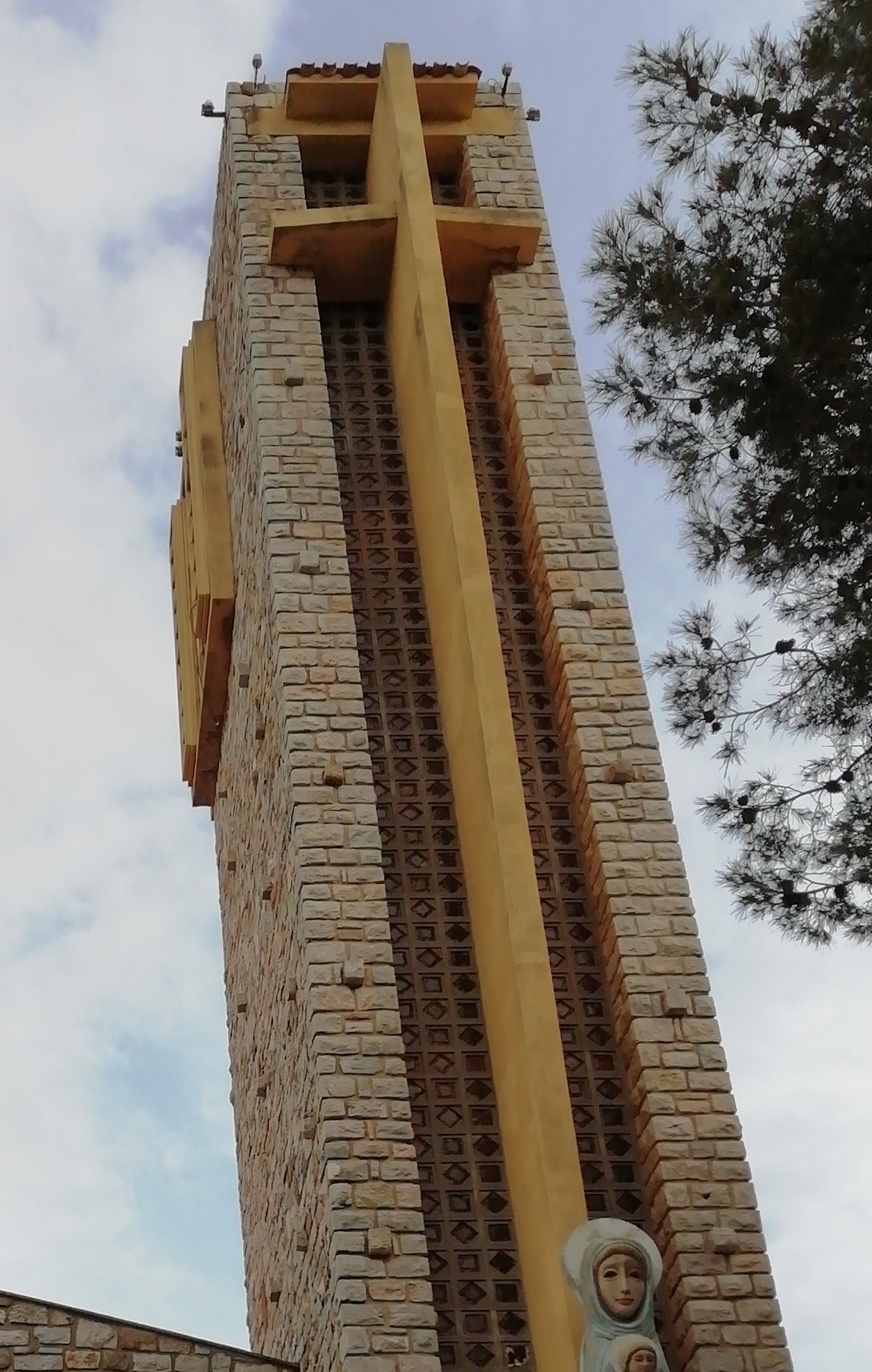
Clocher
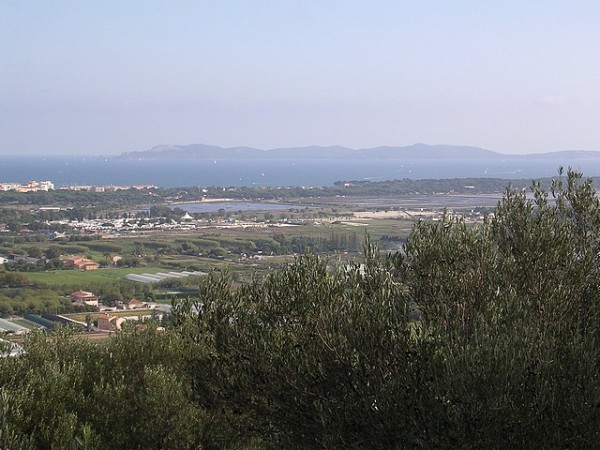
Vue
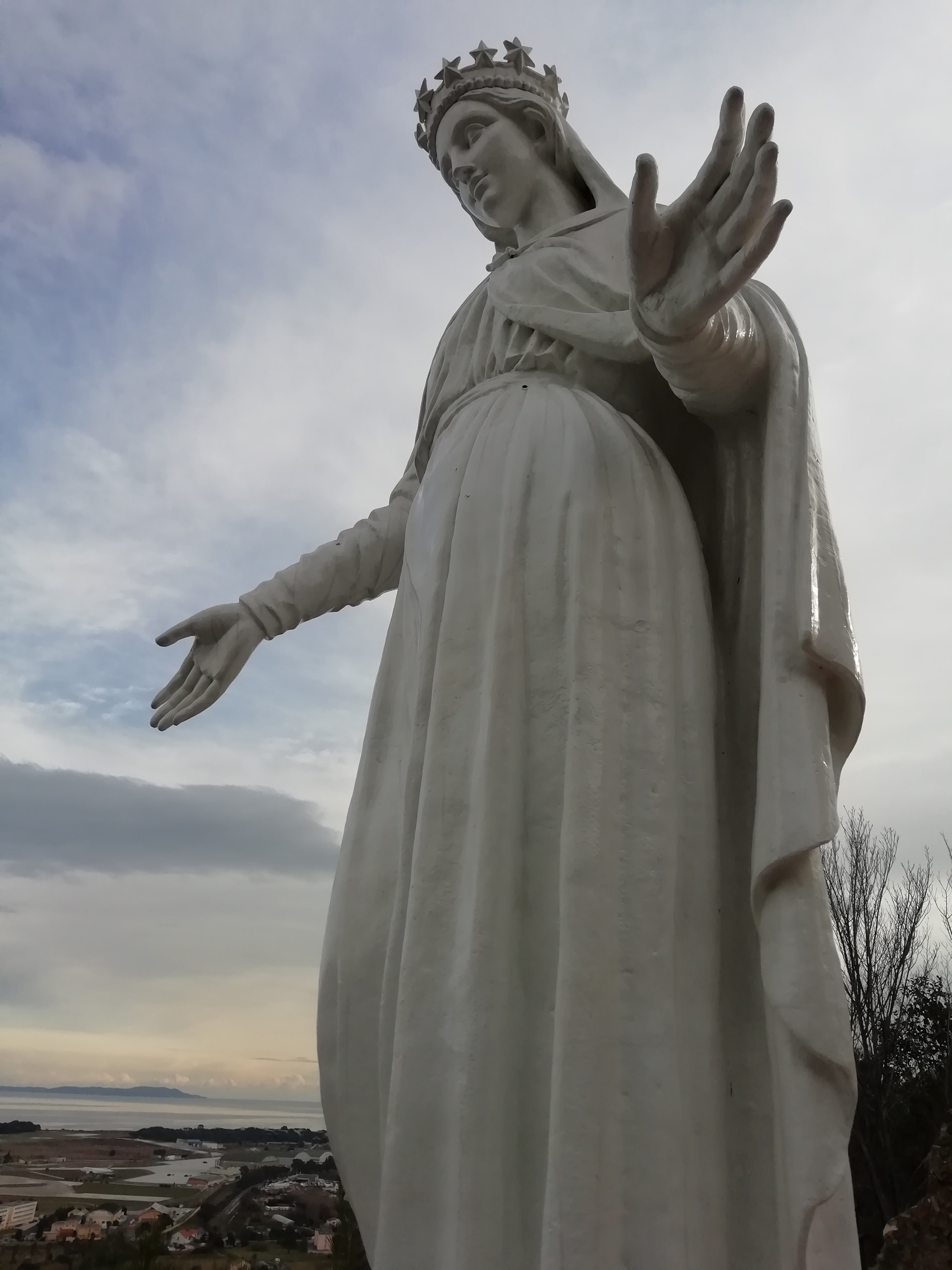
Vierge et vue

### Intérieur
L’intérieur est illuminé par un chef-d’œuvre en dalles de verre coloré, réalisé par le maître verrier Gabriel Loire. L'artiste est connu pour les nombreux vitraux réalisés à travers le monde, notamment pour le musée d'art moderne de Hakone, au Japon. Cette verrière retrace l’histoire du sanctuaire depuis Saint Louis.
Le vitrail sud, composé de quinze lancettes de cinq mètres de hauteur, est entièrement dédié à la Vierge et à l’histoire d’Hyères.
Le vaisseau nord est constitué d’un appareil en pierre de taille de calcaire local dont la finalité est un rappel à l'ancienne chapelle.
L'abside est cintrée. Le chœur, artistiquement épuré, n'est décoré que par un bas-relief en son centre afin de mettre en exergue la Cène au dessus de la table d’autel. Le Christ y est symbolisé par le pain et le poisson. Un Christ en croix se trouve à droite de l’autel et une verrière de cinq lancettes matérialisant la prière se trouve à gauche.

#### Galerie de photos en intérieur

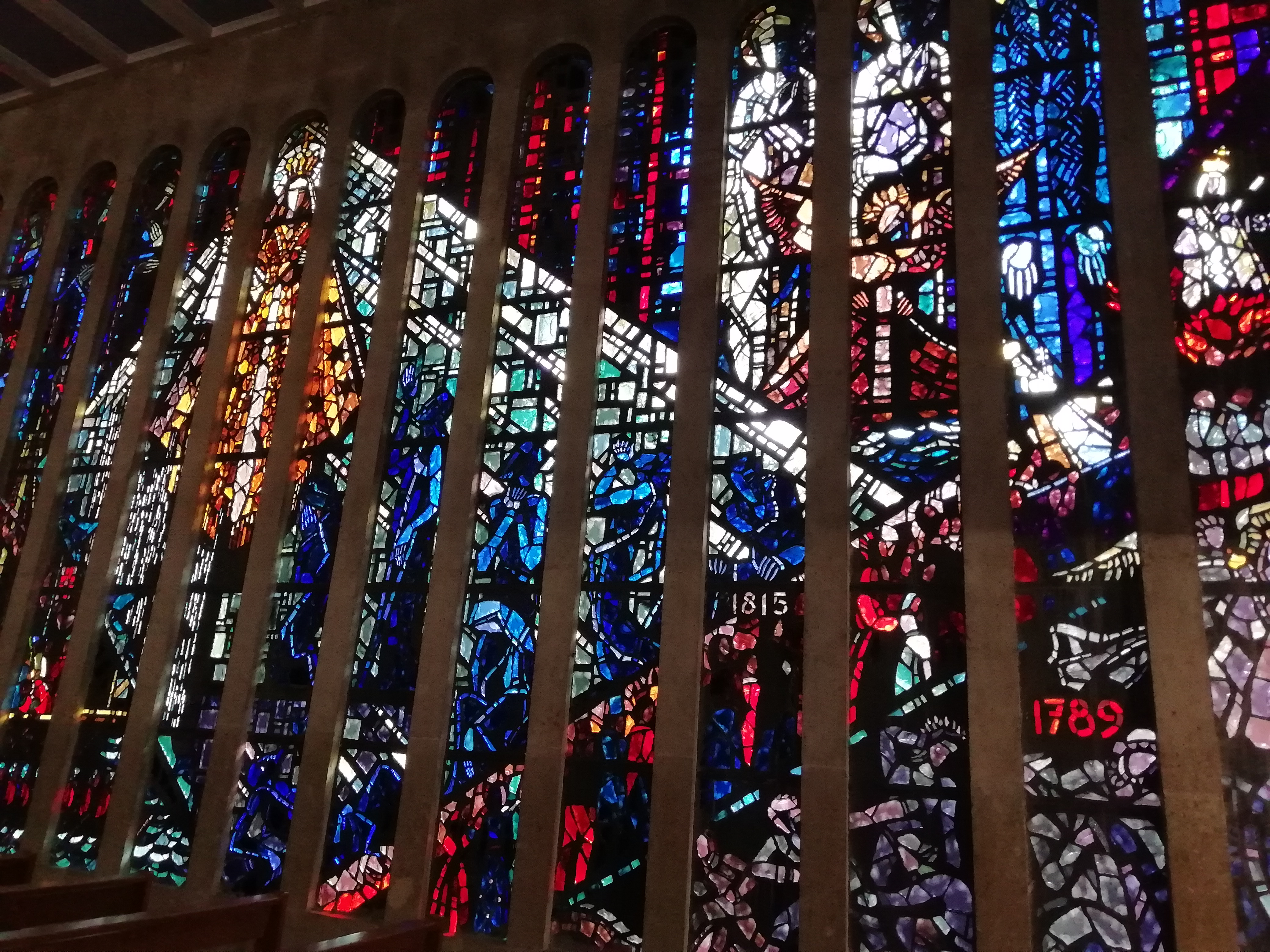
Vitraux vus de l'intérieur
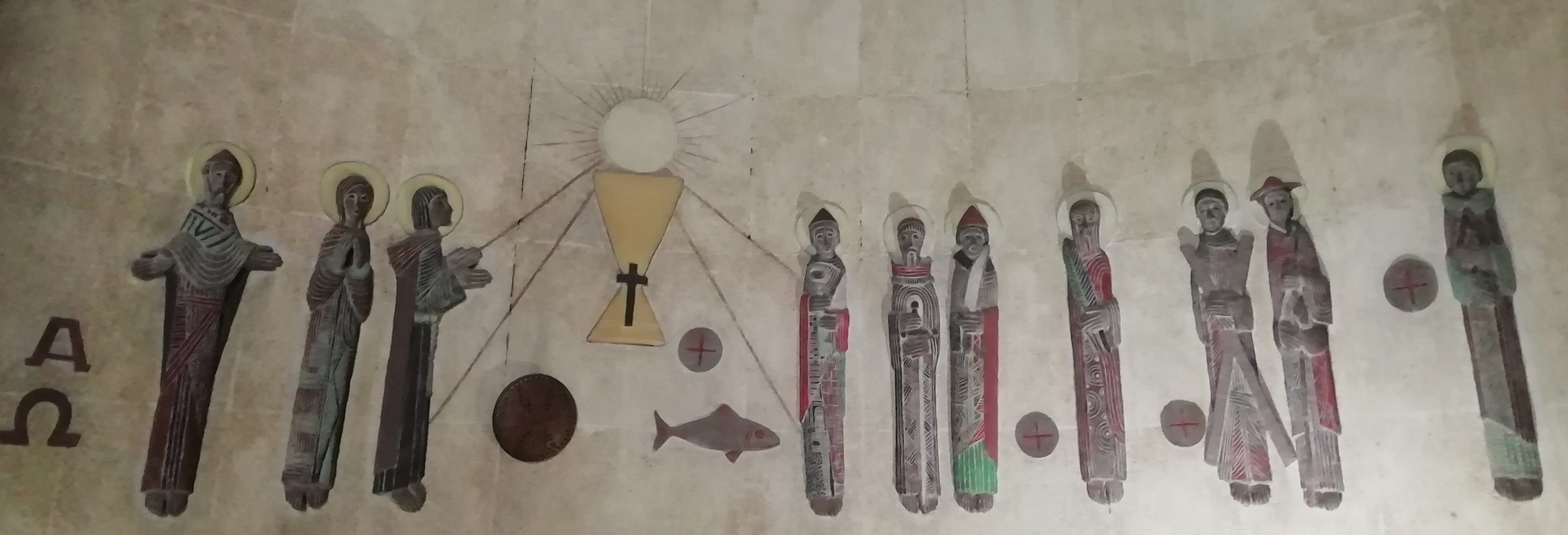
Chœur représentant le Christ (symbolisé par le pain et le poisson) et les apôtres
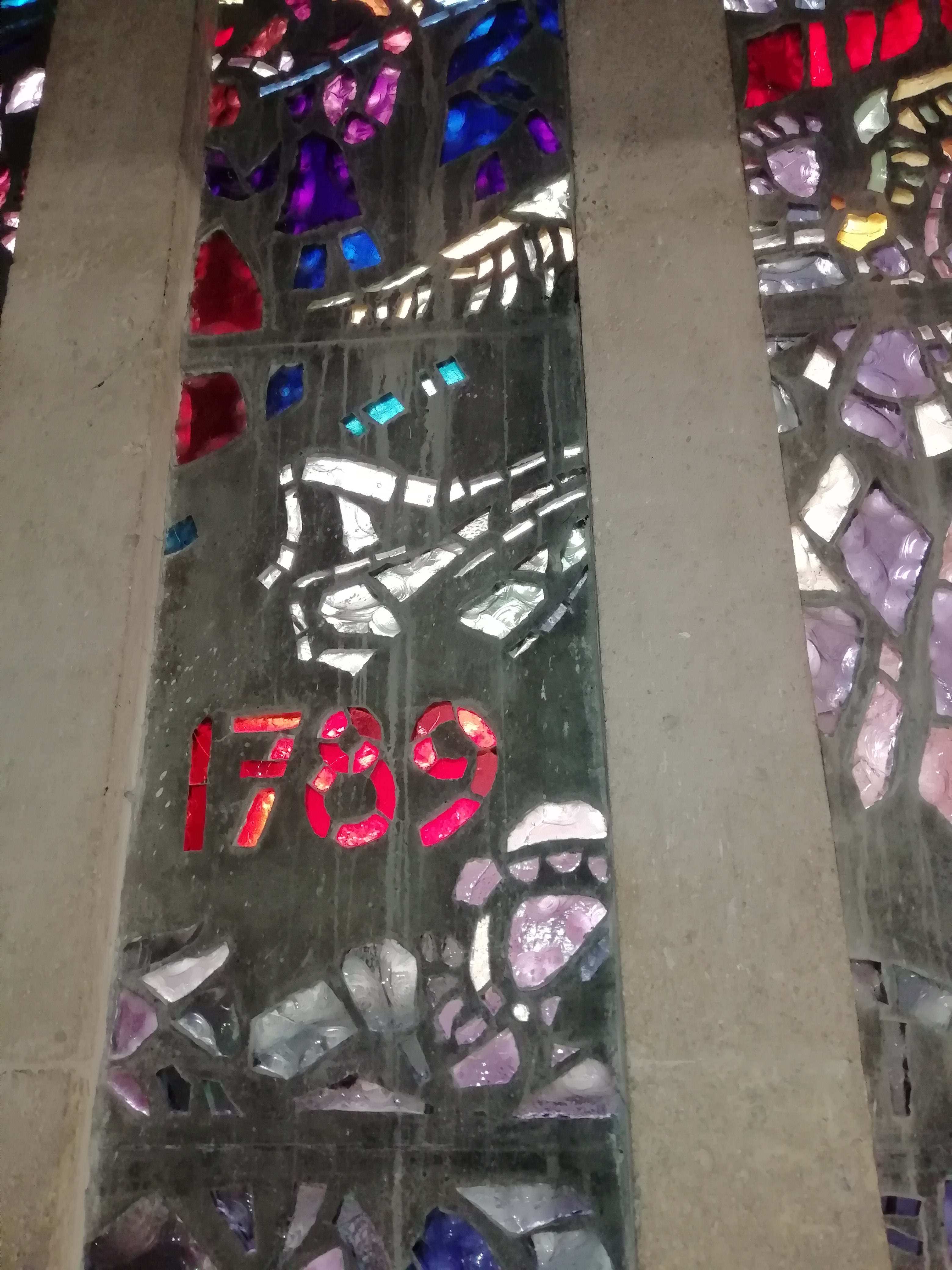
Détail d'un vitrail portant l'inscription « 1789 », évoquant la Révolution française à Hyères
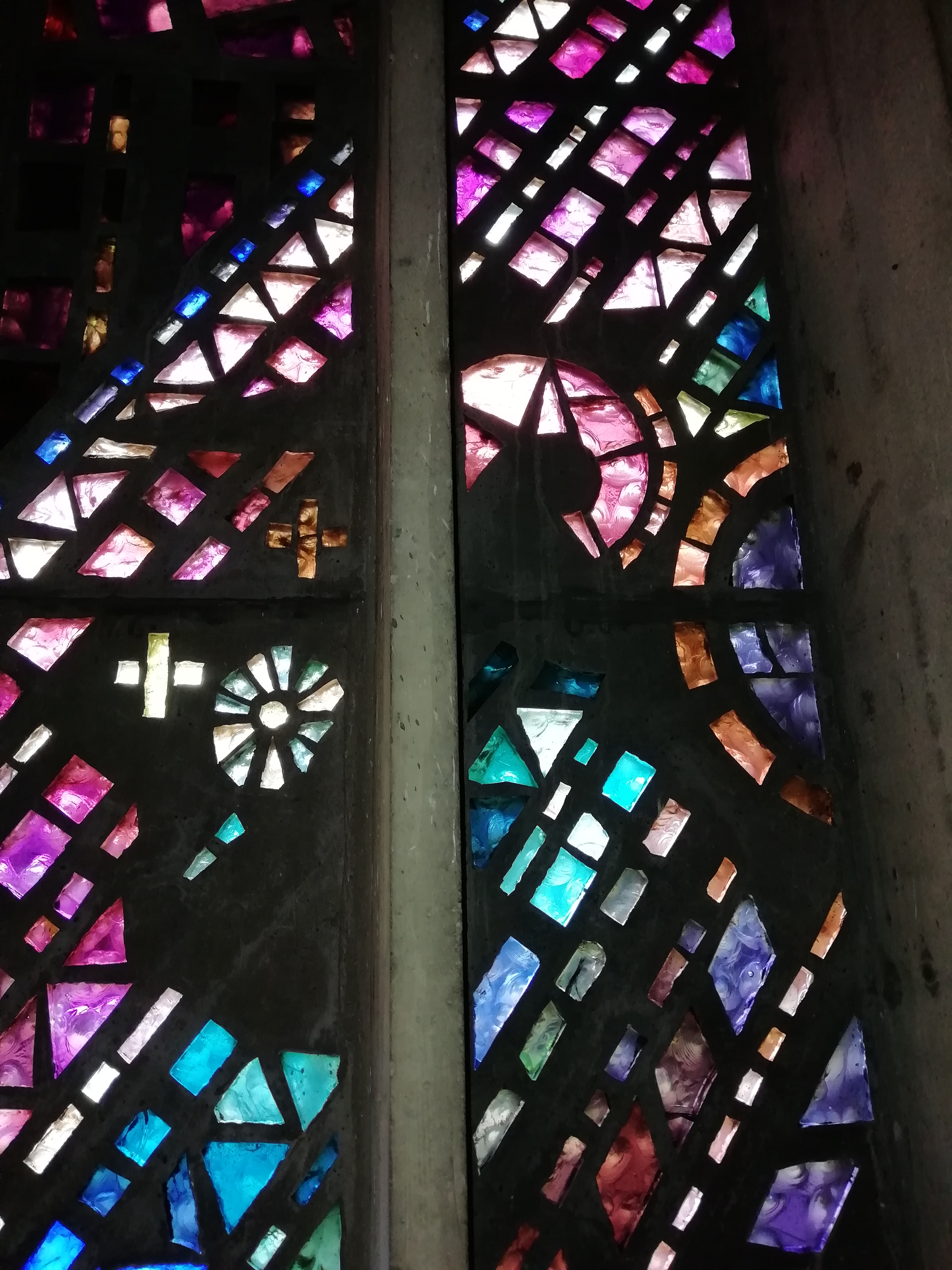
Détail d'un vitrail